# Краківське воєводство (1919—1939)
Кракі́вське воєво́дство — історична адміністративно-територіальна одиниця Польської Республіки на землях Малопольщі часів Другої Республіки.
Засновано 23 грудня 1920 року з міста Кракова, 17 повітів (Бяла, Бохня, Бжесько, Хшанув, Домброва, Ліманова, Мелець, Мислениці, Освенцим, Пільзно, Подгуже, Ропчиці, Тарнів, Вадовиці, Величка, Живець, Списько-Оравський повіт з адмінцентром у Новому Торзі) з чисто польським населенням та п'яти повітів з українською меншістю (терени повітів Горлиці, Грибів, Ясло, Новий Санч і Новий Торг частково включали українську етнічну територію). Почало функціонувати 1 вересня 1921 року.
Припинило існування 12 жовтня 1939 року після анексії Німеччиною через утворення на його місці Генерал-губернаторства.

## Повіти
Площа повіту дана станом на 1939 рік. Населення за даними загального перепису населення 1931 року. Для повітів, скасованих раніше — площа станом на останній рік існування, населення на основі даних перепису 1921 року.
| Повіт | Пов.км² | Жителів |  | Повітовий центр     | Жителів |
| --- | ------- | ------- |  | ------------------- | ------- |
| Краківське воєводство |         |         |  |                     |         |
| Бяльський 4 | 635     | 139.100 |  | Бяла                | 22.891  |
| Бохенський | 877     | 113.800 |  | Бохня               | 12.274  |
| Бжеський | 849     | 102.200 |  | Бжесько             | 3.672   |
| Хшановський | 722     | 138.100 |  | Хшанув              | 17.833  |
| Домбровський | 650     | 66.700  |  | Домброва            | 6.017   |
| Дембицький (від 1937) 8 | 1141    | 110.900 |  | Дембіца             | 9.276   |
| Горлицький ¹ | 1082    | 104.800 |  | Горлиці             | 6.730   |
| Грибівський (до 1932) ¹ | 585     | 51.932  |  | Грибів              | 3.311   |
| Ясельський ² | 1055    | 116.100 |  | Ясло                | 10.112  |
| Краківський 5 7 | 884     | 187.500 |  | Краків              | 219.300 |
| місто Краків | 48      | 219.300 |  | Краків              | 219.300 |
| Лімановський | 944     | 87.300  |  | Ліманова            | 2.542   |
| Маковський (від 1924 до 1932) ³ | 823     | 67.378  |  | Маків-Підгалянський | 4.111   |
| Мелецький повіт | 901     | 77.500  |  | Мелець              | 7.057   |
| Мисленицький 3 5 | 988     | 102.700 |  | Мислениці           | 6.277   |
| Новосандецький ¹ | 1572    | 183.900 |  | Новий Санч          | 30.278  |
| Новоторзький 3 6 | 2069    | 131.800 |  | Новий Торг          | 10.700  |
| Освенцимський (до 1932) 4 | 314     | ?       |  | Освенцим            | 11.949  |
| Пільзненський (до 1932) ² | 573     | 47.355  |  | Пільзно             | 3.671   |
| Подгурський (до 1923) 7 | 221     | 39.937  |  | Подгуже             | 24.676  |
| Ропчицький (до 1937) ² 8 | 1141    | 110.700 |  | Ропчице             | 3.382   |
| Списько-Оравський (до 1925) 6 | 583     | 22.684  |  | Новий Торг          | 8.071   |
| Тарнівський ¹ | 881     | 142.400 |  | Тарнів              | 45.235  |
| Вадовицький ³ 4 | 1109    | 145.100 |  | Вадовиці            | 8.400   |
| Велицький (до 1932) 5 | 458     | 68.084  |  | Величка             | 9.872   |
| Живецький ³ | 1153    | 130.900 |  | Живець              | 6.571   |
| ¹ 1 квітня 1932 р. ліквідовано Грибівський повіт, а його територію включено до повітів Новосондецького, Горлицького і Тарновського.                                                                                            |         |         |  |                     |         |
| ² 1 квітня 1932 р. ліквідовано Пільзненський повіт, а його територію включено до повітів Ропчицького і Ясельського. |         |         |  |                     |         |
| ³ Маковський утворено 1 січня 1924 р. з частин території повітів Живецького і Мисленицького. 1 квітня 1932 р. повіт ліквідовано, а його територію включено до повітів Вадовицького, Живецького, Мисленицького і Новоторзького. |         |         |  |                     |         |
| 4 1 квітня 1932 р. ліквідовано Освенцимський повіт, а його територію включено до повітів Бяльського і Вадовицького. |         |         |  |                     |         |
| 5 1 квітня 1932 р. ліквідовано Велицький повіт, а його територію включено до повітів Мисленицького і Краківського. |         |         |  |                     |         |
| 6 1 липня 1925 р. ліквідовано Списько-Оравський повіт, а його територію включено до Новоторзького. |         |         |  |                     |         |
| 7 1 січня 1924 р. ліквідовано Подгурський повіт, а його територію включено до Краківського. |         |         |  |                     |         |
| 8 1 квітня 1937 р. ліквідовано Ропчицький повіт, а з його території утворено Дембицький повіт. |         |         |  |                     |         |